# Клочнево (Бурятия)
Клочнево (бур. Дγтэлγγр) — село в Прибайкальском районе Бурятии. Входит в сельское поселение «Итанцинское».

## География
Расположено на правобережье реки Итанцы в 8 км к западу от райцентра, села Турунтаево, по южной стороне автодороги республиканского значения Турунтаево — Тресково.

## История
Одно из старейших сёл Забайкалья, основанное на рубеже XVII—XVIII веков. В списке Г. Ф. Миллера (1735 год) упоминается как Детелурская деревня. В советское время — центральная усадьба крупного колхоза «Красный партизан», позднее «Прибайкалец». В конце 1970-х годов признана «неперспективной». В настоящее время здесь расположен обширный дачный кооператив «Строитель». Имеется тенденция к возрождению села.

## Население
| 2002 | 2010 |
| ---- | ---- |
| 0    | ↗12  |